# Krogh-Johanssenberga
Die Krogh-Johanssenberga (norwegisch) sind Felsvorsprünge in der Heimefrontfjella des ostantarktischen Königin-Maud-Lands. Sie ragen aus dem Eis im südwestlichen Teil der Sivorgfjella auf.
Wissenschaftler des Norwegischen Polarinstituts benannten sie 1969 nach dem Geschäftsmann Arne Krogh-Johanssen (1888–1940er Jahre), einem der ersten Organisatoren der Widerstandsbewegung gegen die deutsche Okkupation Norwegens im Zweiten Weltkrieg, der in einem deutschen Konzentrationslager ums Leben gekommen war.